# N'Gabacoro
N’Gabacoro est une localité et une ancienne commune rurale du Mali, dans le Cercle de Kati et la région de Koulikoro. Depuis 2023, la localité de N'Gbacoro Droit est un quartier du 1er arrondissement de Bamako.

## Géographie
La commune s'étend à l'est du district de Bamako.

## Villages
La commune s'étend sur 7 localités relevées lors du recensement général de 2009. 
Les villages les plus peuplés sont :
- N’Gabacoro Droit (7 401 habitants)
- Titibougou (7 245 habitants)
- Salla (1 818 habitants)

Elle compte sept quartiers:
+ Titibougou
+Solokono
+Droit
+Mounoumounouba
+Sikoulou
+Djingoni 1
+Djingoni 2

## Politique
| Période | Maire élu             | Parti politique |
| ------- | --------------------- | --------------- |
| 1999    | (données à compléter) |                 |
| 2004    | (données à compléter) |                 |
| 2009    | Malick Kéita          |                 |
| 2016    | Modibo Dembélé        | URD             |